# Grand Prix de la Marne

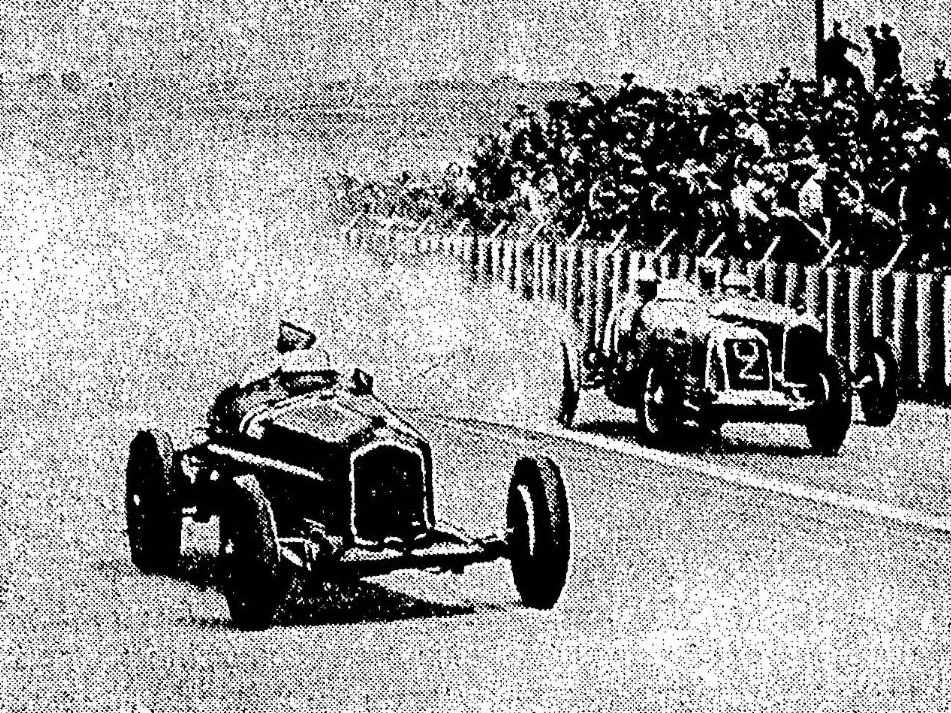
Grand Prix de La Marne 1935: Louis Chiron vor Marcel Lehoux und Raph.

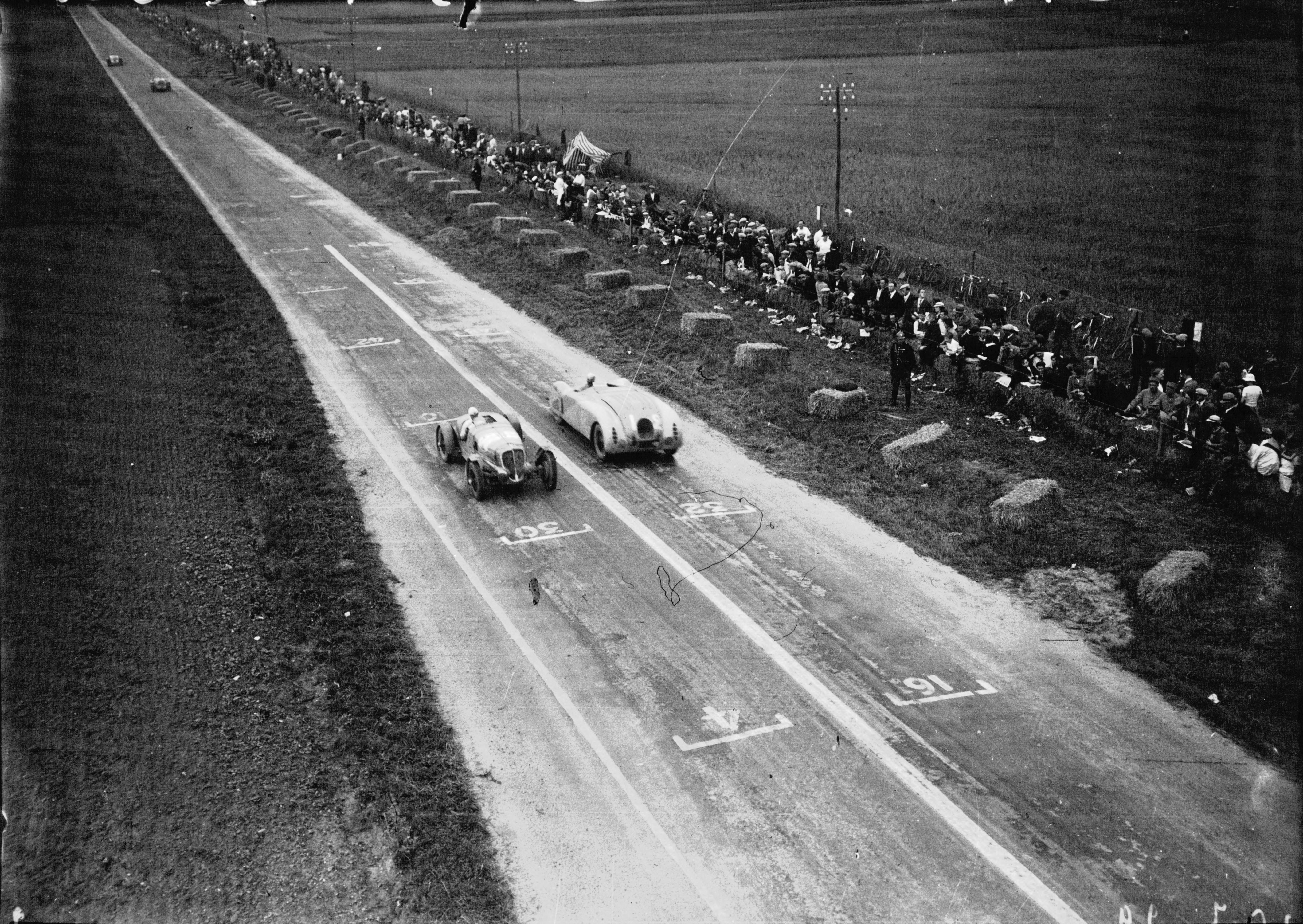
Sportwagenrennen 1937

Der Grand Prix de la Marne (auch Grand Prix automobile de la Marne; deutsch: Großer Preis der Marne) war eine Automobilrennsportveranstaltung, die vom Automobile Club de Champagne zwischen 1925 und 1952 insgesamt 13-mal in der Nähe der französischen Stadt Reims im Département Marne ausgetragen wurde.
Das Rennen galt seinerzeit als eines der schnellsten und prestigeträchtigsten Europas.

## Strecke
Die erste Auflage des Grand Prix de la Marne im Jahr 1925 fand auf dem 22 km langen Circuit de Beine-Nauroy etwa 10 km südöstlich von Reims in der Nähe des Flugplatzes Reims-Prunay statt. Ab 1926 wurde der Grand Prix de la Marne auf dem neu entstandenen, etwa 7,8 km langen Circuit de Reims-Gueux ausgetragen.

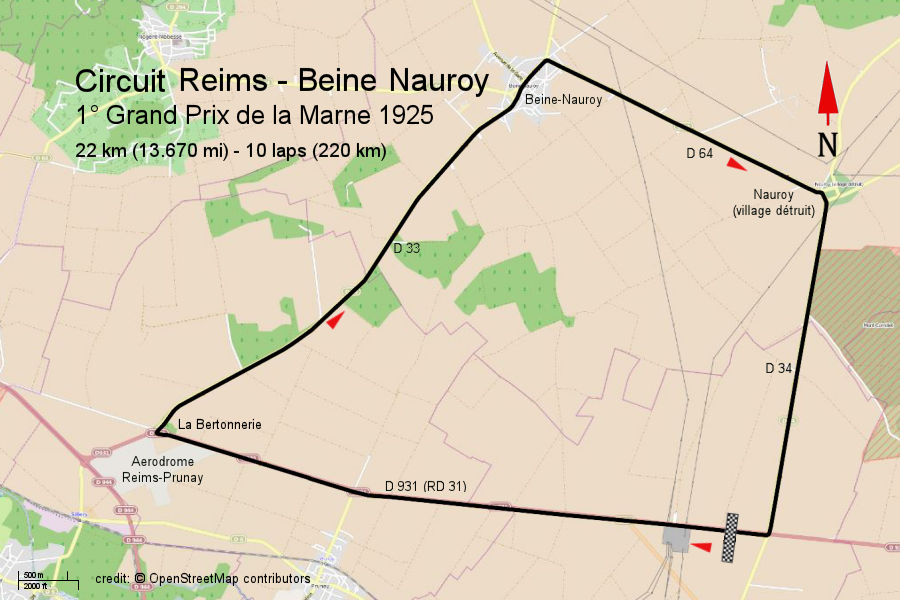
Circuit de Beine-Nauroy (1925)
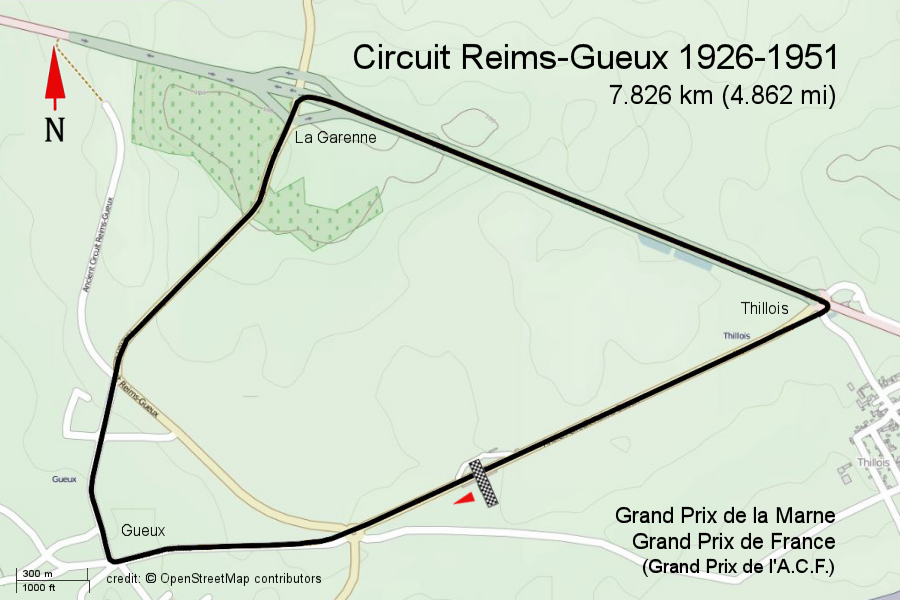
Circuit de Reims-Gueux (1926–1951)
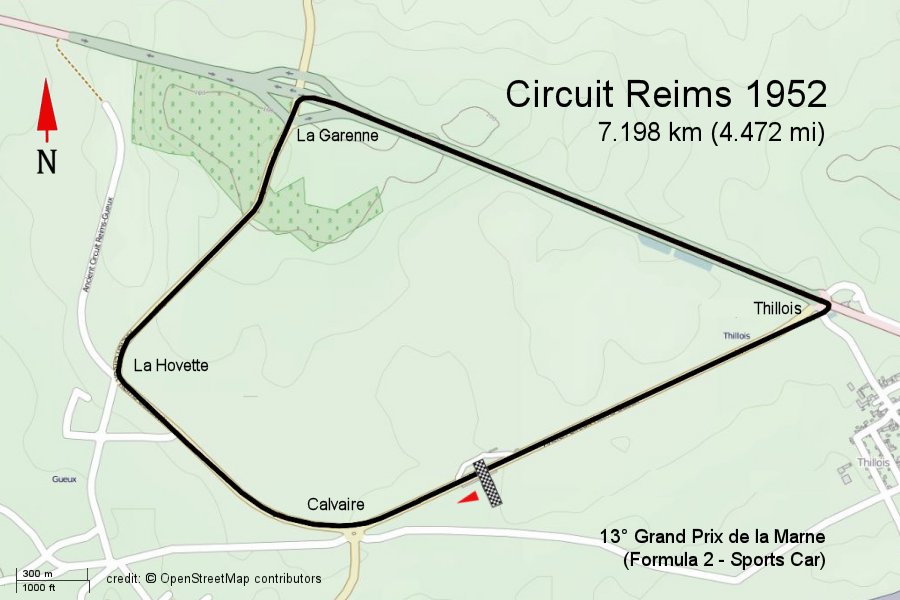
Circuit de Reims-Gueux (1952)

## Geschichte
Die Ursprünge des Rennsports des in der Champagne gelegenen Départements Marne lagen in Motorrad-Rennveranstaltungen, die 1912/1913 auf dem 225 km langen Straßenkurs Circuit de la Champagne nahe der Stadt Sarcy, etwa 20 km südwestlich von Reims, ausgetragen wurden.
Der erste Grand Prix de la Marne fand am 2. August 1925 auf dem Circuit de Beine-Nauroy statt. Das Rennen war für die Formula Libre, Voiturettes und Cyclecars ausgeschrieben.
1926 wechselte der Grand Prix auf den Circuit de Reims-Gueux. Die wachsende Popularität der Veranstaltung veranlasste den Automobile Club de France (ACF), das Rennen 1932 als Großen Preis von Frankreich (XVIII Grand Prix de l’ACF) auszuschreiben. Auch in den Jahren 1938 und 1939 fand der Große Preis von Frankreich in Reims statt. Deshalb wurde in diesen Jahren kein offizieller Grand Prix de la Marne veranstaltet.
Nachdem 1935 bereits ein Sportwagenrennen parallel zum Lauf für Grand-Prix-Rennwagen stattgefunden hatte, war der Grand Prix de la Marne 1936 und 1937 ausschließlich für Sportwagen ausgeschrieben. Dies lag vor allem an der Dominanz der deutschen Grand-Prix-Wagen von Auto Union und Mercedes-Benz.
Nach dem Zweiten Weltkrieg fand der Große Preis von Frankreich nur noch in Reims-Gueux statt. 1952 wurde ein letztes Mal ein Sportwagenrennen als Grand Prix de la Marne ausgetragen.

## Statistik
| Auflage | Datum          | Klassen                      | Strecke                      | Sieger                          | Zweiter                               | Dritter                                       | Pole-Position                 | Schnellste Rennrunde         |
| ------- | -------------- | ---------------------------- | ---------------------------- | ------------------------------- | ------------------------------------- | --------------------------------------------- | ----------------------------- | ---------------------------- |
| I       | 2. August 1925 | FL, VO, CC                   | Circuit de Beine-Nauroy      | Pierre Clause (Bignan)          | Robert Lestienne (Corre-La Licorne) 1 | Robert Gauthier (Talbot) 1                    | unbekannt                     | Boris Iwanowski (B.N.C.) 2   |
| II      | 25. Juli 1926  | FL, VO, CC                   | Circuit de Reims-Gueux       | François Lescot (Bugatti)       | Brosselin (Bugatti) 1                 | Robert Gauthier (Bignan)                      | unbekannt                     | François Lescot (Bugatti)    |
| III     | 10. Juli 1927  | FL, VO, CC                   | Circuit de Reims-Gueux       | Philippe Étancelin (Bugatti)    | Michel Doré (Corre-La Licorne) 1      | Guy Drouet (Bugatti) 1                        | unbekannt                     | Philippe Étancelin (Bugatti) |
| III     | 5. Juli 1928   | GP, VO, CC                   | Circuit de Reims-Gueux       | Louis Chiron (Bugatti)          | Robert Gauthier (Bugatti)             | Philippe Auber (Bugatti) 1                    | Louis Chiron (Bugatti)        | Louis Chiron (Bugatti)       |
| IV      | 7. Juli 1929   | GP, VO                       | Circuit de Reims-Gueux       | Philippe Étancelin (Bugatti)    | Juan Zanelli (Bugatti)                | Marcel Lehoux (Bugatti)                       | Philippe Étancelin (Bugatti)  | Philippe Étancelin (Bugatti) |
| V       | 29. Juni 1930  | GP, VO                       | Circuit de Reims-Gueux       | René Dreyfus (Bugatti)          | Marcel Lehoux (Bugatti)               | Michel Doré (Bugatti) 1                       | unbekannt                     | René Dreyfus (Bugatti)       |
| VI      | 5. Juli 1931   | GP, VO                       | Circuit de Reims-Gueux       | Marcel Lehoux (Bugatti)         | René Dreyfus (Maserati)               | Stanisław Czaykowski (Bugatti)                | René Dreyfus (Maserati)       | Marcel Lehoux (Bugatti)      |
| VII     | 1932           | Kein Grand Prix de la Marne. | Kein Grand Prix de la Marne. | Kein Grand Prix de la Marne.    | Kein Grand Prix de la Marne.          | Kein Grand Prix de la Marne.                  | Kein Grand Prix de la Marne.  | Kein Grand Prix de la Marne. |
| VIII    | 2. Juli 1933   | GP                           | Circuit de Reims-Gueux       | Philippe Étancelin (Alfa Romeo) | Jean-Pierre Wimille (Bugatti)         | Raymond Sommer (Alfa Romeo)                   | Marcel Lehoux (Bugatti)       | Tazio Nuvolari (Alfa Romeo)  |
| IX      | 8. Juli 1934   | GP                           | Circuit de Reims-Gueux       | Louis Chiron (Alfa Romeo)       | Guy Moll (Alfa Romeo)                 | Achille Varzi / Attilio Marinoni (Alfa Romeo) | unbekannt                     | Achille Varzi (Alfa Romeo)   |
| X       | 7. Juli 1935   | GP                           | Circuit de Reims-Gueux       | René Dreyfus (Alfa Romeo)       | Louis Chiron (Alfa Romeo)             | Raymond Sommer (Alfa Romeo)                   | René Dreyfus (Alfa Romeo)     | Louis Chiron (Alfa Romeo)    |
| X       | 7. Juli 1935   | SW                           | Circuit de Reims-Gueux       | Albert Perrot (Delahaye)        | Jean Trévoux (Bugatti)                | „Michel Paris“ (Delahaye)                     | unbekannt                     | unbekannt                    |
| XI      | 5. Juli 1936   | SW                           | Circuit de Reims-Gueux       | Jean-Pierre Wimille (Bugatti)   | Robert Benoist (Bugatti)              | „Heldé“ (Talbot)                              | René Dreyfus (Talbot)         | René Dreyfus (Talbot)        |
| XII     | 18. Juli 1937  | SW                           | Circuit de Reims-Gueux       | Jean-Pierre Wimille (Bugatti)   | Albert Divo (Talbot)                  | René Le Bègue (Talbot)                        | Jean-Pierre Wimille (Bugatti) | René Carrière (Delahaye)     |
|         | 1938 bis 1951  | Kein Grand Prix de la Marne. | Kein Grand Prix de la Marne. | Kein Grand Prix de la Marne.    | Kein Grand Prix de la Marne.          | Kein Grand Prix de la Marne.                  | Kein Grand Prix de la Marne.  | Kein Grand Prix de la Marne. |
|         | 29. Juni 1952  | F2                           | Circuit de Reims-Gueux       | Jean Behra (Gordini)            | Giuseppe Farina (Ferrari)             | Alberto Ascari / Luigi Villoresi (Ferrari)    | Alberto Ascari (Ferrari)      | Alberto Ascari (Ferrari)     |

| Legende   | Legende                                                                                              | Legende                                                     |
| Abkürzung | Klasse                                                                                               | Kommentar                                                   |
| --------- | --- | ----------------------------------------------------------- |
| F1        | Formel 1                                                                                             | Formel-1-Weltmeisterschaft ab 1950                          |
| F2        | Formel 2                                                                                             |                                                             |
| FL        | Formula libre                                                                                        | Fahrzeugklasse in der Regel vom Veranstalter ausgeschrieben |
| SW        | Sportwagen                                                                                           |                                                             |
| TW        | Tourenwagen                                                                                          |                                                             |
| GP        | Grand-Prix-Fahrzeuge                                                                                 |                                                             |
|           | ↓ Durchgehende graue Linien zeigen an, wann in der Geschichte auf einem neuen Kurs gefahren wurde. ↓ |                                                             |
|           | |                                                             |
|           | Einträge mit hellrotem Hintergrund waren keine Läufe zur Automobil- bzw. Formel-1-Weltmeisterschaft. |                                                             |
|           | Einträge mit gelbem Hintergrund waren Läufe zur Europameisterschaft.                                 |                                                             |

## Verweise